# Las de la intuición
«Las de la intuición» es una canción de la cantautora colombiana Shakira de su sexto álbum de estudio Fijación oral vol. 1 (2005). Fue escrita y producida por la cantante y co-compuesta por Luis Fernando Ochoa, con producción adicional de Lester Méndez. Fue enviado a las emisoras de radio españolas el 24 de febrero de 2007, como cuarto y último sencillo del álbum. «Las de la intuición» es un tema de synth-pop y euro house cuya letra habla de la intuición femenina. Recibió críticas en su mayoría positivas de críticos musicales, quienes elogiaron su contenido lírico y producción. El tema fue un éxito comercial en España, encabezando la lista Airplay y entrando en el top diez de las listas de Descargas y Tonos Originales, todas publicadas por los Productores de Música de España (PROMUSICAE). Recibió una certificación cinco veces platino de la organización por 100.000 tonos de llamada vendidos y se convirtió en la canción del verano del país en 2007. También entró en las listas de Rusia y Venezuela.
En Miami, Florida, se grabó el vídeo musical que acompaña a «Las de la intuición», dirigido por la cantante junto a Jaume de Laiguana. Se inspiró en el trabajo del fotógrafo germano-australiano Helmut Newton .[cita requerida] y muestra a Shakira actuando y bailando al ritmo de la pista mientras usa una peluca morada y diferentes atuendos, como un corsé negro y ligueros. Fue bien recibido por muchos críticos, quienes lo consideraron uno de sus videos musicales más sexys. La artista presentó «Las de la intuición» en el festival Rock in Rio en las ediciones de 2008, 2010 y 2011. También lo incluyó en la lista de canciones de Sale el sol World Tour (2010-2011), su quinta gira de conciertos. La canción no fue presentada en su gira mundial Oral Fixation Tour, pero su vídeo musical fue incluido en el material extra del álbum en vivo Tour Fijación Oral, junto con las presentaciones en directo de «Obtener un sí» y «La pared». El tema ha sido versionado en el musical español 40: El Musical y en diferentes reality shows de talentos como Operación Triunfo, Tu cara me suena y La Academia.
Una versión en inglés de la canción, titulada «Pure Intuition», no apareció en Fijación Oral Vol. 1, pero se convirtió en el tema principal de la campaña de SEAT «Catch the Fever». Fue lanzado como sencillo el 29 de enero de 2007 en Países Bajos, donde alcanzó el puesto número seis. Al igual que la versión original, «Pure Intuition» fue un éxito comercial en España, encabezando la lista de Descargas y recibiendo siete veces la certificación platino por parte de PROMUSICAE por 140.000 copias vendidas en el país. También entró entre los diez primeros en las listas Rumanía Top 100 y Euro Digital Tracks.

## Antecedentes y lanzamiento
A finales de 2003, Shakira comentó que ya había empezado a componer nuevas canciones para un nuevo álbum de estudio, aunque no confirmó los nombres de todas las canciones, se confirmó que había grabado más de sesenta canciones, entre ellas «Las de la intuición». Shakira y Luis Fernando Ochoa —antiguo colaborador de Shakira— compusieron «Las de la intuición», además de ocuparse de la producción. Shakira comentó acerca de la canción:  

«Me encantó la canción, combina lo mejor del pop latino tradicional y el pop sexy»
Shakira.

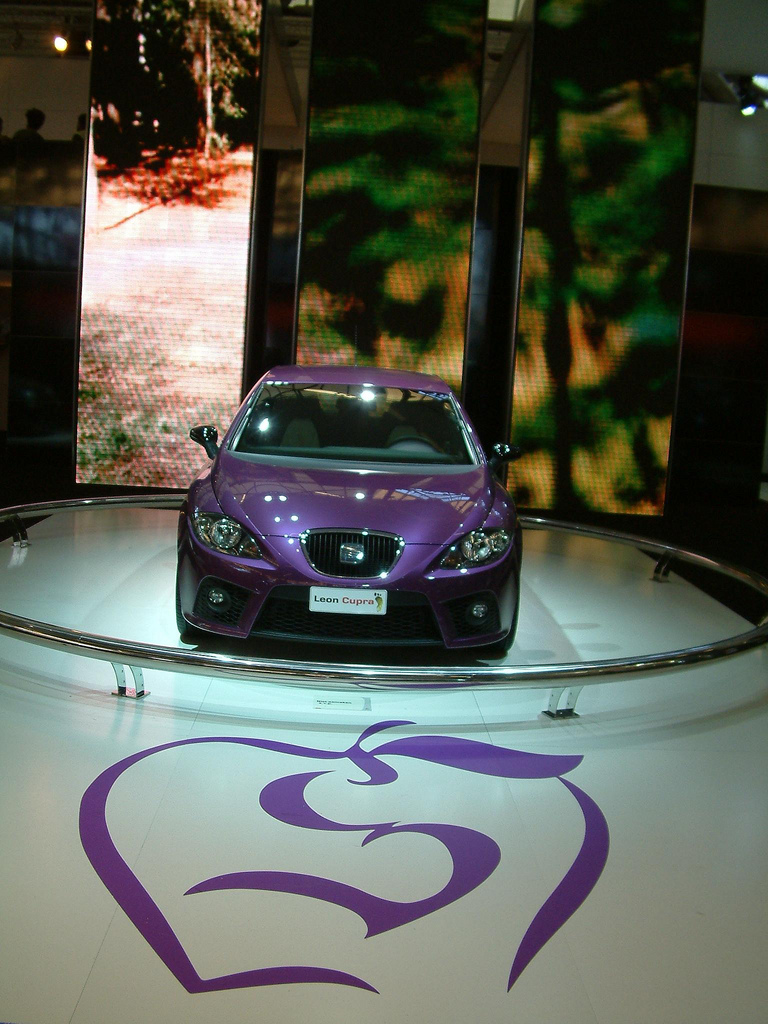
La versión en inglés de la canción fue utilizada para promover la campaña de SEAT Catch the Fever.

Aunque Epic Records no tenía planeado lanzar «Las de la intuición» como último sencillo de Fijación oral vol. 1, la canción se lanzó por petición de los fanáticos. Luego de su estreno, se lanzaron varias remezclas en formatos digitales y físicos.  Si bien en varios países de Europa, se lanzaron las ediciones físicas a principios de 2008, casi un año después de su lanzamiento en radio. En Europa la canción se tradujo y se lanzó bajo el nombre de «Pure Intuition» —en español: «Intuición Pura»— y puesta en libertad para promover la gira Tour Fijación Oral y la campaña oficial de la fábrica de automóviles SEAT Catch the Fever, el cual contenía un vídeo comercial solo publicado en España. En ese mismo país «Pure Intuition» fue certificada con siete discos de platino. Una versión remezclada figuró en el álbum recopilatorio de remezclas Pacha V.I.P., Vol. 2.

## Recepción

### Comentarios de la crítica
Spence D. de IGN dijo que la canción suena «como un retroceso al electro pop de la clásica Madonna». También añadió que es «una mezcla de retro-pop contemporáneo». Matt Cibula y Evan Sawdey de PopMatters la elogiaron, Cibula la calificó una de las mejores del álbum, y Sawdey la comparó con sus sencillos anteriores como «Suerte» de Servicio de lavandería y posteriores como «Loba» y «Lo hecho está hecho» de Loba.

### Desempeño comercial
«Las de la intuición» se convirtió en un éxito en España, pues logró el número uno en la lista PROMUSICAE y fue certificado con siete discos de platino (11 discos de platino sumando su versión en inglés). Ambas versiones de la canción sumaron un total de 22 discos platinos entre ringtones y descargas digitales, siendo la canción femenina más certificada en el país hasta el momento. A fecha de hoy, «Las de la intuición» se encuentra en el top 5 de las canciones más vendidas en la historia de ese mismo país. 
En los Estados Unidos, la canción debutó en la lista de Billboard Latin Pop Airplay en el número cuarenta, al mismo tiempo de que «Hips Don't Lie» llegó a ocupar el número dos en la misma lista. A pesar de que no fue lanzada en los Estados Unidos, se las arregló para entrar en la lista Top Latin Songs, en el puesto número treinta y uno.

## Videoclip

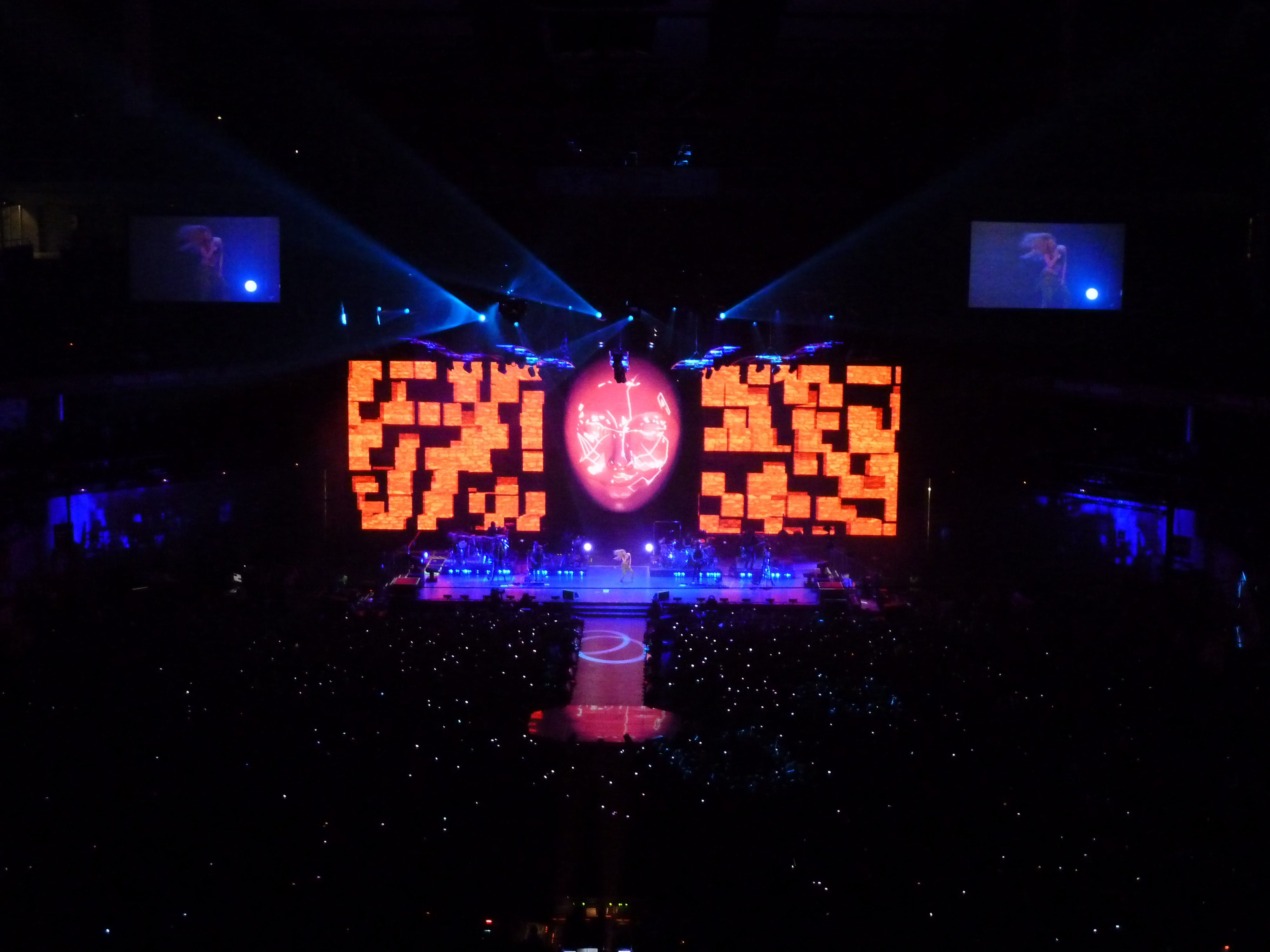
Shakira interpretando la canción durante su gira Sale el Sol World Tour en noviembre de 2010.

### Vídeo musical
El vídeo musical fue filmado en Miami bajo la dirección de Shakira y Jaume de Laiguana, grabado en la última semana de abril de 2007. Shakira aprovechó el pequeño descanso que tomó en su gira mundial Tour Fijación Oral. El vídeo muestra a Shakira con una peluca púrpura, un corsé negro y tacones altos, en varias escenas se la ve con una guitarra de color púrpura, acompañada por unas bailarinas vestidas de manera similar, en otras escenas, se le ve maquillándose y una sombra de ella bailando. También, aparece de pie junto a un auto en otro lugar. En él, se muestran varios movimientos y coreografías con movimientos bruscos y muy sensuales, en los cuales se apreciaban su feminidad. El video cuenta con cerca de 200 millones de visitas en la cuenta oficial de YouTube de la artista.

## Presentaciones en directo
Shakira interpretó la canción por primera vez en el festival de Rock in Rio el 4 de julio de 2008, en el Arganda del Rey de Madrid. La interpretó en una versión remezclada con varios sonidos árabes, también presentada en las siguientes ediciones del festival en 2010 y 2011. La canción formó parte del repertorio de su gira Sale el Sol World Tour. Jon Pareles de The New York Times alabó su presentación en el Madison Square Garden de Nueva York. Dijo:

«Shakira usa su voz con cambios rápidos, frase por frase, entre la inocencia susurrante y sensual música. Ella usa su cuerpo, se mueve con una sonrisa de niña y la danza finamente es calibrada y sensual».
Jon Pareles

## Formatos y listas de canciones
| Ediciones físicas - Disco de vinilo de 12" (edición limitada lanzada en febrero de 2008) Lado A 1. «Las de la Intuición» (Pacha Blue Out Of Sight Mix) Lado B 1. «Las de la Intuición» (Pacha Cool Chill Blue Mix) 2. «Las de La Intuición» (Terrace Pacha Blue Mix) - Disco de vinilo 12" (edición limitada lanzada en marzo de 2008) Lado A 1. «Las de la Intuición» (Zoned Out Spanish Radio Pacha Red Mix) 2. «Las de la Intuición» (Zoned Out English Radio Pacha Red Mix) Lado B 1. «Las de la Intuición» (Glamour Radio Pacha Mix) 2. «Las de la Intuición» (English Radio Pacha Red Mix) 3. «Las de la Intuición» (Spanish Radio Pacha Red Mix) - Remezclas (edición limitada lanzado en disco compacto) 1. «Las de la Intuición» (Epic Space Pacha Red Mix) 2. «Las de la Intuición» (Late Night 'After Hours' Pacha Red Mix) 3. «Las de la Intuición» (Pacha Red Mix) | Descarga digital - Remezclas parte 1 — EP 1. «Las de la Intuición» (John Jacobsen Epic Space Pacha Red Remix) — 10:08 2. «Las de la Intuición» (Rox & Taylor Pacha Red Remix) — 10:25 - Remezclas parte 2 — EP 1. «Las de la Intuición» (Peak Hour Richard Grey Pacha Red Mix) — 5:46 2. «Las de la Intuición» (daZZla Late Night After Hours Mix Pacha Black Mix) — 6:08 3. «Las de la Intuición» (RLS Pacha Red Remix) — 8:38 4. «Las de la Intuición» (Zoned Out Mix Spanish) — 6:29 5. «Las de la Intuición» (Zoned Out Remix English) — 6:27 - Remezclas parte 3 — EP 1. "Las de la Intuición" (English Radio Jason Herd Mix) — 2:52 2. "Las de la Intuición" (Jim 'Shaft' Ryan Zoned Out Radio English) — 3:01 3. "Las de la Intuición" (Jim 'Shaft' Ryan Zoned Out Radio Spanish) — 2:59 4. "Las de la Intuición" (RLS Glamour Radio Mix) — 3:13 5. "Las de la Intuición" (Spanish Radio Jason Herd Mix) — 2:52 |

## Posiciones
| País           | Lista (2007/08)         | Mejor posición | Ref.   |
| -------------- | ----------------------- | -------------- | ------ |
| Bulgaria       | Bulgaria Singles Top 40 | 24             | [ 27 ] |
| Eslovaquia     | IFPI                    | 29             | [ 28 ] |
| Estados Unidos | Latin Pop Songs         | 16             | [ 16 ] |
| Estados Unidos | Top Latin Songs         | 31             | [ 16 ] |
| Italia         | Italian Singles Top 50  | 39             | [ 27 ] |
| México         | Amprofon                | 3              | [ 29 ] |
| Países Bajos   | Dutch Top 40            | 6              | [ 29 ] |
| Portugal       | Portugal Singles Top 50 | 28             | [ 27 ] |
| Rusia          | Russian Airplay Chart   | 16             | [ 30 ] |

## Certificaciones
| País   | Organismo certificador Ventas | Formato          | Certificación | Ref./Notas        |
| ------ | ----------------------------- | ---------------- | ------------- | ----------------- |
| España | PROMUSICAE                    | Descarga Digital | 7× Platino    | [ 10 ] [ nota 1 ] |
| España | PROMUSICAE                    | Ringtone         | 10× Platino   | [ 10 ] [ nota 2 ] |
| España | PROMUSICAE                    | Descarga digital | 5× Platino    | [ 10 ] [ nota 3 ] |